# Rejon berdiański (1923–2020)
Rejon berdiański – jednostka administracyjna wchodząca w skład obwodu zaporoskiego Ukrainy.
Rejon utworzony w 1958, ma powierzchnię 1780 km² i liczy około 25 tysięcy mieszkańców. Siedzibą władz rejonu jest Berdiańsk.
Na terenie rejonu znajdują się 1 osiedlowa rada i 11 silskich rad, obejmujących w sumie 35 wsi i 1 osada.